# خسوف القمر أكتوبر 2005
| خسوف القمر الجزئي 17 أكتوبر 2005                        | خسوف القمر الجزئي 17 أكتوبر 2005 |
| ------------------------------------------------------- | -------------------------------- |
| من تايبيه، تايوان، الساعة 12:04 بالتوقيت العالمي المنسق |                                  |
| مسار القمر عبر الحافة الجنوبية للظل المظلي للأرض        |                                  |
| سلسلة (وعضو)                                            | 146 (10 من 72)                   |
| جاما                                                    | 0.9796                           |
| المدة (hr: mn: sc)                                      |                                  |
| جزئي                                                    | 55:58                            |
| Penumbral                                               | 4:19:49                          |
| جهات الاتصال ( UTC )                                    |                                  |
| P1                                                      | 9:53:27                          |
| U1                                                      | 11:35:18                         |
| أعظم                                                    | 12:03:22                         |
| U4                                                      | 12:31:16                         |
| ص 4                                                     | 14:13:16                         |
| حركة القمر بالساعة عبر ظل الأرض في كوكبة الحوت.         |                                  |

حدث خسوف جزئي للقمر في 17 أكتوبر 2005، وهو الثاني من خسوفين للقمر في عام 2005. قد تكون لدغة صغيرة من القمر مرئية بحد أقصى، على الرغم من أن 6 ٪ فقط من القمر ظل مظللًا في خسوف جزئي استمر لمدة 56 دقيقة وكان مرئيًا في شرق آسيا وأستراليا ومعظم أمريكا الشمالية. يجب أن يكون التظليل عبر القمر من ظل الأرض شبه الخفيف مرئيًا في أقصى خسوف.

## الرؤية
كان مرئيًا من جنوب شرق آسيا والمحيط الهادئ وأستراليا ونيوزيلندا بعد غروب الشمس، وفي الجانب الغربي من أمريكا الشمالية قبل شروق الشمس.

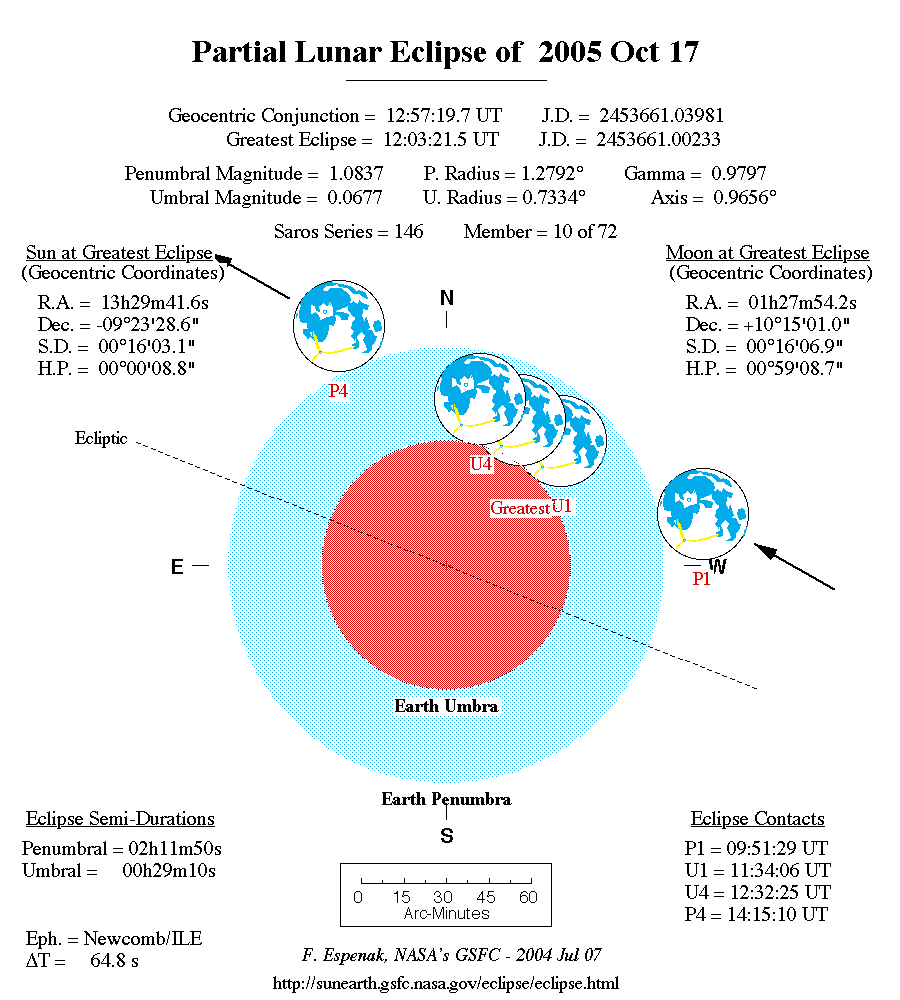
مخطط ناسا للكسوف

 منظر محاكى للأرض من مركز القمر عند أقصى خسوف.

## صالة عرض

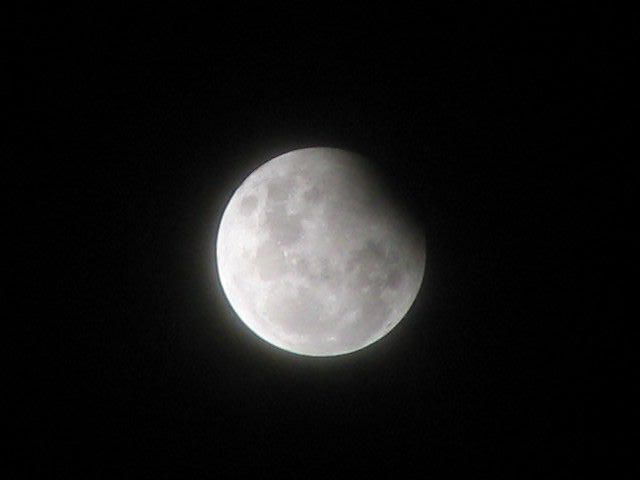
اكيتا، اليابان، 12:21 UTC

## علاقتها بالكسوفات الأخرى

### كسوف 2005
- كسوف شمسي هجين في 8 أبريل.
- خسوف شبه قمري للقمر في 24 أبريل.
- كسوف حلقي للشمس في 3 أكتوبر.
- خسوف جزئي للقمر في 17 أكتوبر.

### سلسلة السنة القمرية
إنها الأخيرة من أربع دورات في السنة القمرية، وتتكرر كل 354 يومًا.

### سلسلة دورة ميتونية
هذا الخسوف هو الأخير من بين أربع خسوفات للقمر في دورة ميتونية في نفس التاريخ، 17-18 أكتوبر، يفصل كل منها 19 عامًا.

### دورة نصف ساروس
سوف يسبق خسوف القمر خسوف الشمس ويتبعه 9 سنوات و 5.5 أيام (نصف ساروس). يرتبط خسوف القمر هذا بخسوفين جزئيين للشمس من سولار ساروس 153.

## روابط خارجية
- http://www.hermit.org/eclipse/2005-10-17/
- http://www.space.com/spacewatch/051014_lunar_eclipse.html
- https://web.archive.org/web/20090914132101/http://www.astronomy.org.au/ngn/media/client/factsheet_16.pdf
- الصور
  - http://www.starrynightphotos.com/moon/partial_lunar_eclipse_2005.htm كايتونا، وايرابا، نيوزيلندا
  - http://outdoors.webshots.com/album/479147839tyCCAg تايبيه، تايوان
  - http://christys-adventuresinlearning.blogspot.com/2008/02/lunar-eclipse-2008.html سيول، كوريا الجنوبية